# Ian McIntosh
Pour les articles homonymes, voir McIntosh.
Pas d'image ? Cliquez ici

Dernière mise à jour le  .
Ian McIntosh, né le 24 septembre 1938 en Rhodésie du Sud et mort le 5 avril 2023, est un entraîneur zimbabwéen de rugby à XV.

## Biographie
Ian McIntosh est né le 24 septembre 1938 à Bulawayo, en Rhodésie du Sud,, où il effectue une modeste carrière de joueur de rugby à XV, sans jamais représenter son pays.
Il rejoint ensuite Ray Williams et devient entraîneur adjoint au Pays de Galles. Après cette expérience, il retourne dans son pays et est nommé sélectionneur de l'équipe nationale du Zimbabwe.
Il entraîne les Sharks avec lesquels il remporte la Currie Cup en 1990, 1992, 1995 et 1996, et atteint la finale du Super 12 en 1996. Il prend la tête de l'équipe d'Afrique du Sud de rugby à XV en 1993, alors que la sélection est réintégrée sur la scène internationale à la suite de la fin de l'apartheid ; il est limogé en 1994 après une tournée perdue contre la Nouvelle-Zélande.
En 2003, il entraîne l'équipe d'Afrique du Sud de rugby à sept.
En 2021, la porte principale du Kings Park Stadium, enceinte des Sharks, porte son nom.
Il meurt le 5 avril 2023 d'un cancer, à l'âge de 84 ans,.